# Abadía Saint-Martin de Laon

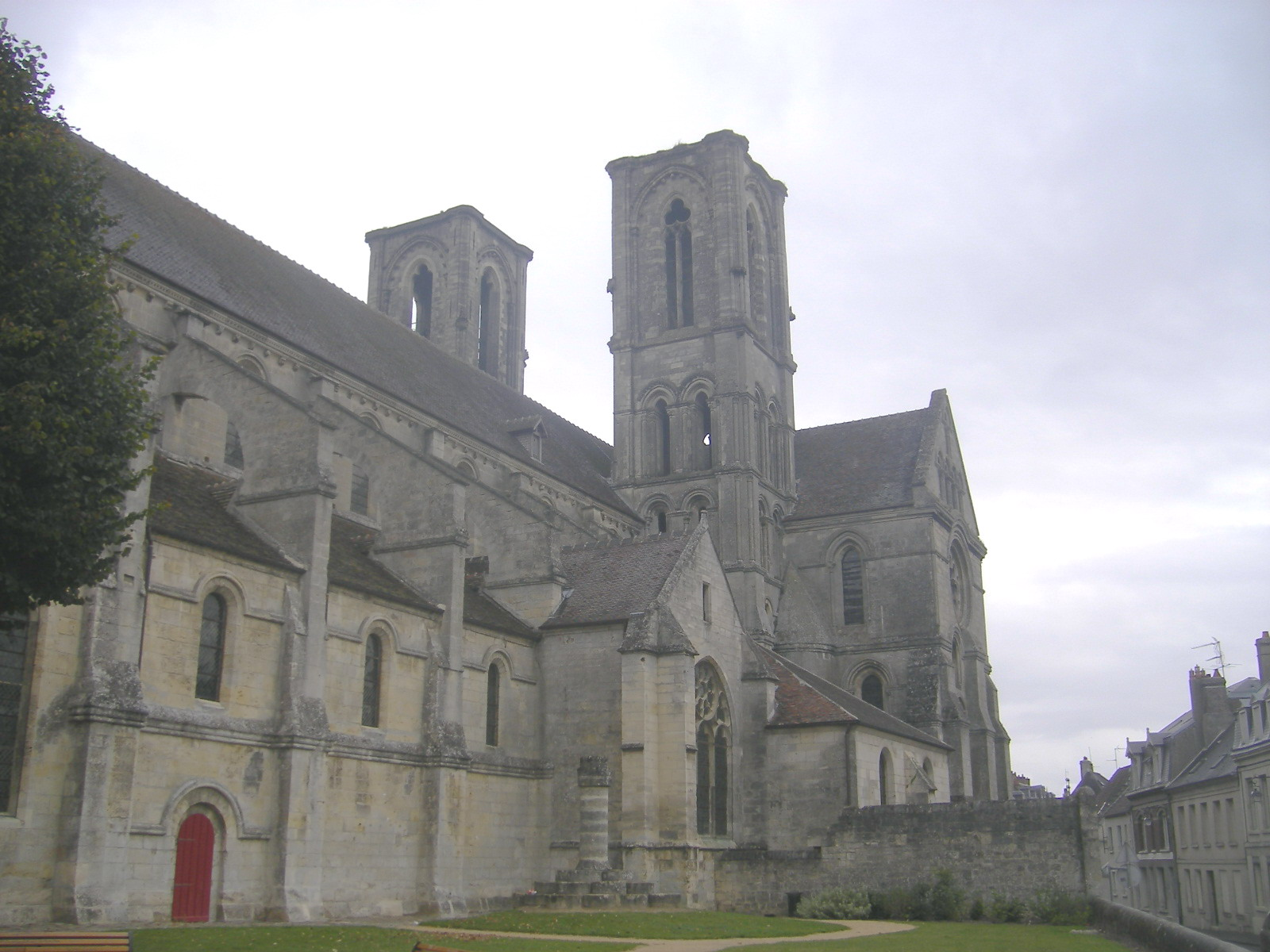
Vista lateral de la iglesia de la abadía de Sant-Martin.

La Abadía Saint-Martin es una abadía románica posteriormente reformada, situada en la localidad de Laon, en la región francesa de Picardía, al norte del país. Edificada sobre una antigua colegiata carolingia de la que no queda ningún resto, fue fundada en 1124 por el obispo de Laon, Barthélemy de Jur. En ella Norberto de Xanten, fundador de la orden de los canónigos regulares Norbertinos, instaló a doce religiosos procedentes de la Abadía de Prémontré, convirtiéndola en el segundo lugar de importancia de la Orden Premonstratense.
La iglesia abadial, construida durante la segunda mitad del siglo XII, presenta una arquitectura con una fuerte influencia cisterciense. También a finales de este siglo se edifican el coro, la nave, el crucero y la bóveda. El resto de las estructuras de la abadía que se conservan actualmente datan ya de a partir del siglo XVII, como el palacio, la sala capitular o el refectorio. Un siglo más tarde sufre grandes remodelaciones y reconstrucciones en general.
Tras la Revolución francesa, la iglesia pierde estatus convirtiéndose en parroquial y el resto de los edificios de la abadía son utilizados como hospital. Durante la Segunda Guerra Mundial, en 1944, un bombardeo daña y destruye las alas occidental y septentrional.
Está clasificada parcialmente como monumento histórico de Francia.